# شیمی کاربردی

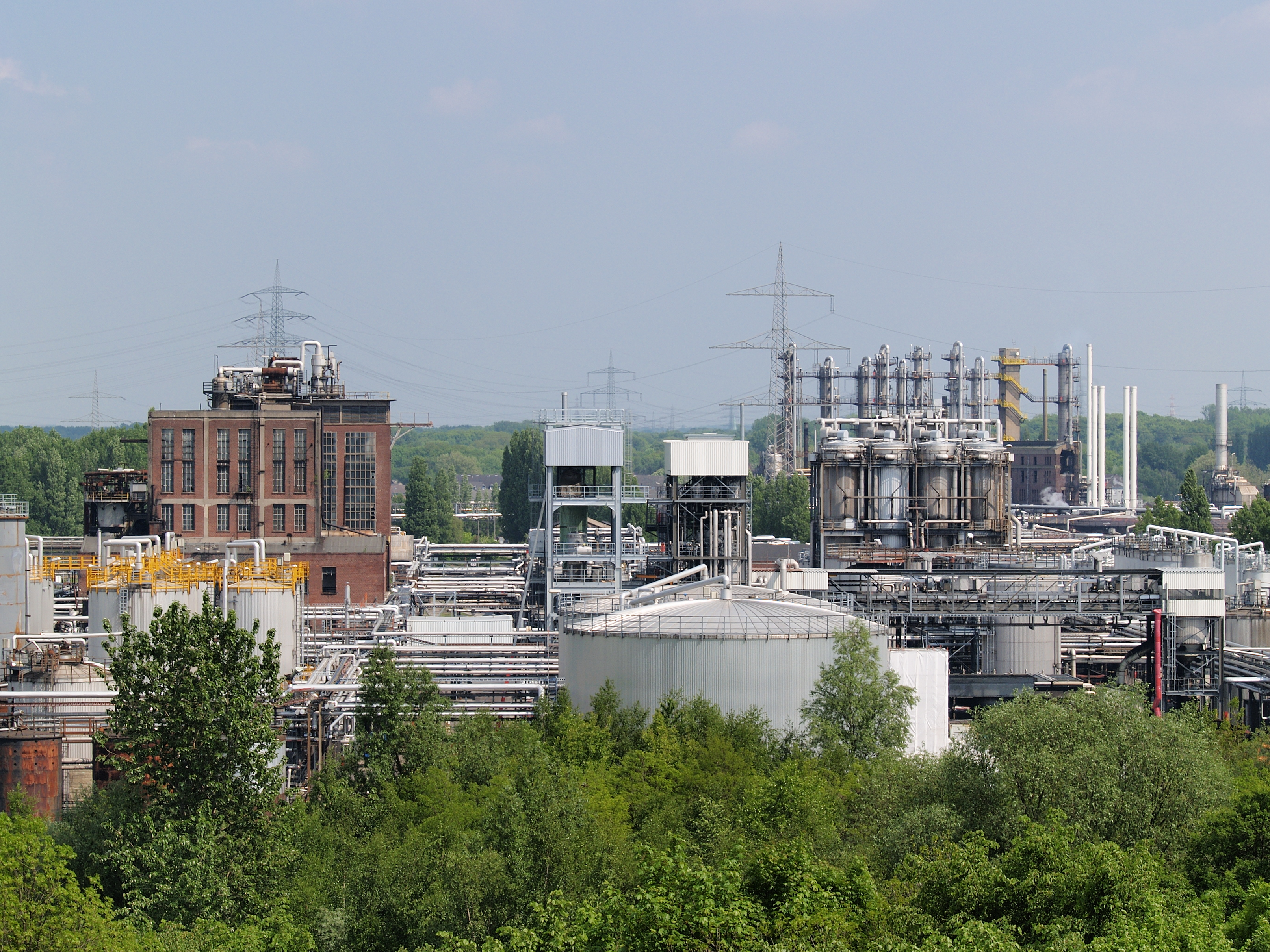
شیمی کاربردی

شیمی کاربردی یکی از گرایش‌های شیمی است که مربوط به کاربردهای شیمی در صنعت است.

## شیمی کاربردی در ایران
تقسیم‌بندی شیمی به دو گرایش محض و کاربردی برگرفته از نام انجمن جهانی شیمی محض و کاربردی است و در ایران و به‌وسیلهٔ شورای عالی انقلاب فرهنگی صورت گرفته‌است.

### واحدهای درسی شیمی کاربردی
```
درسی‌های شیمی کاربردی 
شیمی فیزیک
، 
شیمی آلی
، 
شیمی معدنی
 و 
شیمی تجزیه
 می‌باشند که دروس عملی و نظری دیگر زیرمجموعه این شاخه‌ها می‌گردند.
```

شیمی کوانتومی، طیف‌سنجی مولکولی، شیمی آلی فلزی، , شیمی فیزیک آلی، واحدهای اختصاصی درسی شیمی محض هستند که در رشته شیمی کاربردی جز درس‌های اختیاری به‌شمار می‌روند.

### تفاوت‌های شیمی محض و شیمی کاربردی
تفاوت واحدهای درسی میان رشته‌های محض و کاربردی تنها بین ۱۲ تا ۱۸ واحد (بسته به دانشگاه متفاوت است) می‌باشد و در بقیه واحدهای درسی (حدود ۱۳۰ واحد) با یکدیگر مشترک هستند. واحدهای تئوری و عملی هر دو رشته تقریباً مساوی می‌باشد، اما در پایان دوره کارشناسی، دانش‌آموختگان گرایش کاربردی باید پایان‌نامه ارائه کنند و دانش‌آموختگان رشته محض به صورت اختیاری می‌توانند آن را انتخاب نمایند.

### گرایش تحصیلی بعد از کارشناسی
شیمی محض تنها در مقطع کارشناسی (لیسانس) است و دانشجویان مقاطع کارشناسی ارشد (فوق لیسانس) و دکترا می‌توانند در هر یک از زمینه‌های تخصصی شیمی تحصیل کنند.